# Chiesa di Sant'Ambrogio (Borgomezzavalle)
La chiesa di Sant'Ambrogio è un edificio religioso situato a Seppiana, frazione del comune di Borgomezzavalle, in provincia del Verbano-Cusio-Ossola e diocesi di Novara; fa parte dell'unità pastorale di Villadossola.
Fino al XII secolo la Valle Antrona era parte della pieve di Oxila (Domodossola), in seguito le comunità della valle fecero capo alle parrocchie di Villadossola fino alla costituzione, nel corso del secolo XIII, di una parrocchia propria, venne scelta Seppiana per la sua posizione centrale sul percorso della strada antronesca e perché già vi si trovava una piccola chiesa databile ad un'epoca di poco successiva alla chiesa di San Bartolomeo di Villadossola e quindi all'inizio dell'XI secolo. 
All'istituzione di questa prima parrocchia in Valle Antrona seguiranno nel XIV secolo la parrocchia di San Lorenzo ad Antronapiana, nel 1571 quella di San Pietro a Schieranco, nel 1681 quella della Beata Vergine a Viganella e per ultima quella dei Santi Giovanni Battista e Carlo di Montescheno.
Alcune modifiche all'edificio originario erano già state eseguite alla fine del XII secolo con l'aggiunta di due cappelle laterali e il conseguente taglio dei muri perimetrali. Nei sottotetti dell'edificio attuale sono conservati parti dei decori dell'edificio originario che facilitano la ricostruzione dell'aspetto dell'antica struttura che aveva pianta rettangolare (circa 15 metri per 8 di larghezza) con facciata rivolta a occidente e due porte nel lato settentrionale che a sua volta era affiancato dal campanile. Sul lato meridionale vi era un ingresso, era invece priva di aperture la facciata. L'abside aveva due strette monofore, altre aperture si trovavano sul fianco meridionale.
Nel fusto liscio del campanile è evidente l'origine medievale, probabilmente venne edificato in occasione dell'istituzione della parrocchia. La superficie priva di elementi architettonici è interrotta solo dalle aperture, in origine su cinque livelli, due piani di feritoie, uno di monofore, uno di bifore cigliate e il terminale di trifore con cuspide in piode. Molte aperture sono state murate e del 1858 è l'aggiunta della cella campanaria e della soprastante cupoletta ottagonale in netto contrasto stilistico con la struttura sottostante. 
La trasformazione radicale dell'edificio risale all'opera di due persone, il 17 settembre del 1596 monsignor Carlo Bascapè visitò la chiesa di Seppiana lasciando precise direttive sul miglioramento dell'edificio che vennero attuate da don Gian Antonio Giavinelli, già prevosto di Pieve Vergonte dal 1594 al 1600 e poi prevosto per quasi 40 anni della parrocchia di Seppiana.
Vennero costruite nuove cappelle e quindi allargate le navate e inglobato il campanile, la navata centrale venne alzata e aggiunta la copertura con volte a crociera, la chiesa venne allungata di cinque metri e completata con la facciata con tre aperture. Il presbiterio venne ingrandito facendo sparire l'abside preesistente.
Diversi elementi che erano parte dell'antica chiesa romanica si ritrovano nella muratura dell'edificio attuale, nella facciata, risalente al Seicento, sono inseriti in modo casuale elementi del primitivo edificio, tra i quali gli archetti pensili simili a quelli della chiesa di san Bartolomeo di Villadossola. Nel muro perimetrale del piccolo cimitero ospitato sul sagrato si trova un blocco di marmo decorato con un giglio nella parte superiore e un fiore in quella inferiore probabilmente utilizzato in un portale di accesso, forse la chiave di un arco. Residua anche un crocefisso scolpito in un blocco di marmo di Crevola la cui lavorazione cominciò nel XII secolo anche questo era parte di un portale di ingresso dell'antico edificio romanico. Una testa caratterizzata da lineamenti inespressivi e barba folta si trova nella parete settentrionale, alcune teste nell'arco di ingresso al sagrato e in alcune mensole del tetto. 
Negli interni spicca un'ancona lignea nell'altare della cappella del Santissimo Rosario opera (1645) dell'intagliatore vigezzino Giorgio de Bernardis purtroppo danneggiata dal furto di alcune parti. Dello stesso autore è la porta di ingresso con storie di Sant'Ambrogio ma anche di queste non rimangono tracce a causa di furti. In sacrestia un armadio in legno, opera sempre del de Bernardis e del suo allievo Giulio Guaglio, a quest'ultimo si devono altre suppellettili in legno presenti nella chiesa e l'altare di Sant'Ambrogio.
Sul soffitto della cappella del Rosario affreschi di Carlo Mellerio con scene di vita mariana, il sant'Ambrogio affrescato sopra la porta principale è opera di Luigi Reali.